# Hymenochaete paucisetosa
Hymenochaete paucisetosa är en svampart som beskrevs av J.C. Léger & Lanq. 1983. Hymenochaete paucisetosa ingår i släktet Hymenochaete och familjen Hymenochaetaceae.   Inga underarter finns listade i Catalogue of Life.